# Route nationale 166
Die Route nationale 166, kurz N 166 oder RN 166, ist eine französische Nationalstraße.
Sie wurde 1824 zwischen Dinard und Vannes festgelegt und geht auf die Route impériale 186 zurück. Ihre Gesamtlänge betrug 126,5 Kilometer. 1973 wurde der Abschnitt zwischen Dinard und Ploërmel abgestuft. Weiterhin übernahm die Straße von der Nationalstraße 164 den Abschnitt zwischen Ploërmel und La Chapelle-Caro. Zwischen Ploërmel und Vannes wurde sie mittlerweile zu einer Schnellstraße ausgebaut, deren Verlauf teilweise fünf Kilometer östlich der ursprünglichen Trasse verläuft.

## N 166a
Die Route nationale 166A, kurz N 166A oder RN 166A, war eine französische Nationalstraße und von 1933 bis 1973 ein Seitenast der N 166, der von dieser in Pleslin-Trigavou abzweigte und nach Châteauneuf-d’Ille-et-Vilaine führte. Ihre Länge betrug 13 Kilometer.

## Streckenverlauf
| Position | km   | höchste zulässige Gesamtgeschwindigkeit | Fahrbahnen | Abschnitt          | Breitengrad | Längengrad |
| -------- | ---- | --------------------------------------- | ---------- | ------------------ | ----------- | ---------- |
| 1        | 1    | 110                                     | 2          | N166 – vers N24    | 47.9098     | −2.4085    |
| 2        | 1    | 110                                     | 2          | Travoléon          | 47.9059     | −2.4099    |
| 3        | 5    | 110                                     | 2          |                    | 47.8878     | −2.4149    |
| 4        | 7    | 110                                     | 2          | La Chapelle-Caro   | 47.8693     | −2.4181    |
| 5        | 9.5  | 110                                     | 2          | Le Roc-Saint-André | 47.8512     | −2.4197    |
| 6        | 11   | 110                                     | 2          | Oust               | 47.8384     | −2.4267    |
| 7        | 13.5 | 110                                     | 2          | Malestroit-D-10    | 47.8210     | −2.4339    |
| 8        | 19   | 110                                     | 2          | Bohal              | 47.7796     | −2.4596    |
| 9        | 23   | 110                                     | 2          | Saint-Guyomard     | 47.7628     | −2.5162    |
| 10       | 26.5 | 110                                     | 2          | D 766              | 47.7529     | −2.5506    |
| 11       | 28   | 110                                     | 2          | Elven              | 47.7408     | −2.5762    |
| 12       | 31   | 110                                     | 2          | Elven              | 47.7235     | −2.5917    |
| 13       | 36   | 110                                     | 2          | D 77               | 47.6952     | −2.6319    |
| 14       | 43.5 | 110                                     | 2          | Saint-Avé          | 47.6702     | −2.7226    |
| 15       | 44   | 110                                     | 2          | N 165-Vannes       | 47.6657     | −2.7262    |